# Martin Kosleck
Pour les articles homonymes, voir Kosleck.
Martin Kosleck est un acteur et peintre allemand, né Nicolaie Yoshkin le 24 mars 1904 à Barkotzen (Empire allemand ; actuellement Barkocin en Pologne), mort le 15 janvier 1994 à Santa Monica (Californie).

## Biographie
D'ascendance russe, né dans l'Empire allemand, il débute au théâtre à Berlin (où il se forme à l'école du Deutsches Theater de Max Reinhardt) au cours des années 1920, dans des pièces et revues, sous le nom de scène de Martin Kosleck.
Au cinéma, il apparaît d'abord dans quatre films allemands, le premier (muet) sorti en 1927. Le deuxième — également muet — est Sainte-Hélène de Lupu Pick (1929, avec Werner Krauss et Albert Bassermann). Ses deux films suivants (premiers parlants) sortent en 1930.
En 1931, opposé au nazisme naissant, il quitte l'Allemagne pour les États-Unis et s'y installe définitivement. Son premier film américain (dans un petit rôle non crédité) est Les Pirates de la mode de William Dieterle (1934, avec William Powell et Bette Davis). Le deuxième est Les Aveux d'un espion nazi d'Anatole Litvak (1939, avec Edward G. Robinson et Francis Lederer), où il personnifie Joseph Goebbels.
Au sein de sa filmographie des années 1940, il tient d'autres rôles de nazis (ex. : L'Étoile du Nord de Lewis Milestone en 1943, avec Anne Baxter et Dana Andrews) et apparaît dans quelques films d'horreur de série B (ex. : She-Wolf of London de Jean Yarbrough en 1946, avec June Lockhart et Sara Haden). Citons également Correspondant 17 d'Alfred Hitchcock (1940, avec Joel McCrea et Laraine Day), où il retrouve Albert Bassermann, ainsi que Mission à Alger de Roy William Neill (1945, avec Basil Rathbone et Nigel Bruce).
Après trois films sortis en 1948 (dont Assigned to Danger d'Oscar Boetticher, avec Gene Raymond et Robert Bice), il tourne un cinquième et dernier film allemand sorti en 1956, L'Espion de la dernière chance de Werner Klingler (avec Martin Held et Nadja Tiller). Suivent six autres films américains disséminés de 1961 à 1966, dont 36 heures avant le débarquement de George Seaton (avec James Garner et Eva Marie Saint) et Morituri de Bernhard Wicki (avec Marlon Brando et Yul Brynner), tous deux sortis en 1965.
Notons qu'après Hitler et sa clique de John Farrow (1944, avec Roman Bohnen et Victor Varconi) et un épisode d'une série télévisée en 1954, il reprend une quatrième fois le rôle de Joseph Goebbels dans La Vie privée d'Hitler de Stuart Heisler (1962, avec Richard Basehart et Cordula Trantow).
Ses deux derniers films sont Ya, ya, mon général ! de Jerry Lewis (1970, avec le réalisateur et Jan Murray), et enfin Détective comme Bogart de Robert Day (1980, avec Victor Buono et Yvonne De Carlo).
À la télévision américaine, hormis un téléfilm diffusé en 1969, Martin Kosleck contribue surtout à trente-sept séries entre 1951 et 1977, dont Des agents très spéciaux (trois épisodes, 1967) et Les Mystères de l'Ouest (deux épisodes, 1968-1969).
Dans son pays d'adoption, il continue à se produire au théâtre et joue notamment à Broadway (unique prestation) dans une adaptation de La Folle de Chaillot de Jean Giraudoux, représentée 368 fois de décembre 1948 à janvier 1950 (avant une brève reprise en juin 1950), avec Martita Hunt dans le rôle-titre, John Carradine et Vladimir Sokoloff.
En marge de sa carrière d'acteur, Martin Kosleck se consacre à la peinture (dans le style impressionniste) et en particulier, portraiture quelques actrices, dont Marlène Dietrich.

## Filmographie partielle

### Cinéma

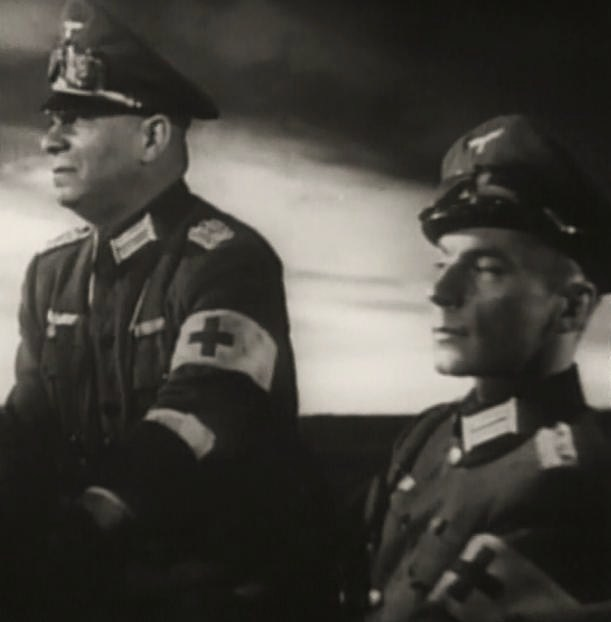
Avec Erich von Stroheim (à g.), dans L'Étoile du Nord (1943)

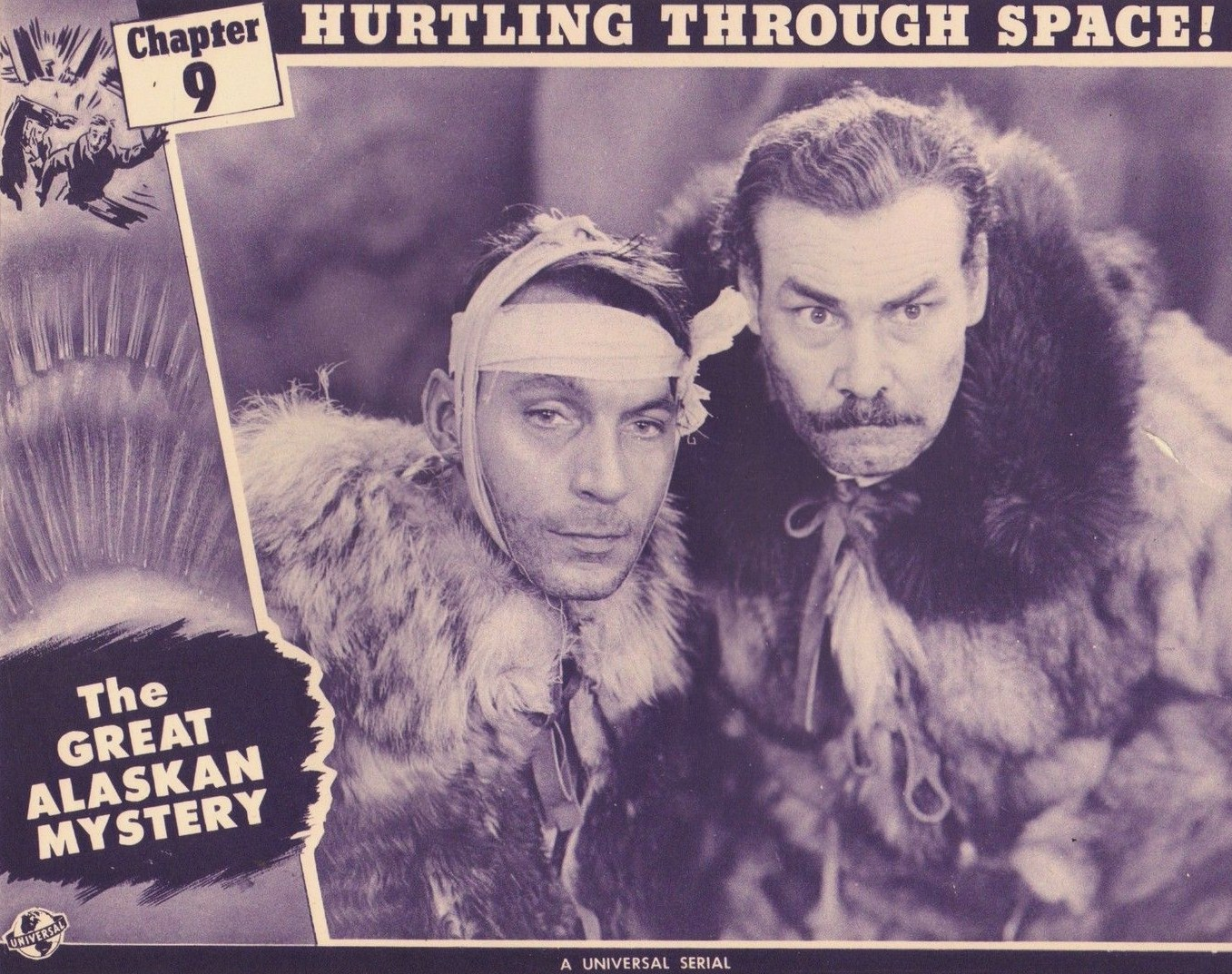
Avec Harry Cording (à d.), dans The Great Alaskan Mystery (1944, poster promotionnel)

- 1929 : Sainte-Hélène (Napoleon auf St. Helena) de Lupu Pick : rôle non spécifié
- 1930 : Alraune (en) de Richard Oswald : Wolfgang Petersen
- 1930 : La Ville des mille joies (Die singende Stadt) de Carmine Gallone : Bobby Bertling
- 1934 : Les Pirates de la mode (Fashions of 1934) de William Dieterle : Le professeur de danse
- 1939 : Les Aveux d'un espion nazi (Confessions of a Nazy Spy) d'Anatole Litvak : Joseph Goebbels
- 1939 : Edith Cavell (Nurse Edith Cavell) d'Herbert Wilcox : Pierre
- 1939 : Nick Carter, Master Detective de Jacques Tourneur : Otto King
- 1939 : Agent double (Espionage Agent) de Lloyd Bacon : Karl Mullen
- 1940 : Correspondant 17 (Foreign Correspondent) d'Alfred Hitchcock : Tramp
- 1941 : Échec à la Gestapo (All Throught the Night) de Vincent Sherman : Steindorff
- 1941 : The Devil Pays Off de John H. Auer : Grebb
- 1941 : Cinquième bureau (International Lady) de Tim Whelan : Bruner
- 1941 : Underground de Vincent Sherman : Colonel Heller
- 1942 : Correspondant de guerre (en) (Berlin Correspondent) d'Eugene Forde : Capitaine von Rau
- 1942 : Nazi Agent de Jules Dassin
- 1942 : Le meurtrier s'est échappé (Fly-by-Night) de Robert Siodmak : George Taylor
- 1943 : L'Étoile du Nord (The North Star) de Lewis Milestone : Dr Richter
- 1943 : Bomber's Moon d'Edward Ludwig et Harold D. Schuster : Major von Streicher
- 1944 : Hitler et sa clique (The Hitler Gang) de John Farrow : Joseph Goebbels
- 1944 : The Great Alaskan Mystery de Lewis D. Collins et Ray Taylor (serial) : Dr Hauss
- 1944 : La Malédiction de la Momie (The Mummy's Curse) de Leslie Goodwins : Ragheb
- 1945 : Mission à Alger (Pursuit to Algiers) de Roy William Neill : Mirko
- 1945 : L'assassin rôde toujours (The Spider) de Robert D. Webb : Mihail Barak
- 1945 : Les Yeux qui tuent (The Frozen Ghost) de Harold Young
- 1946 : House of Horrors de Jean Yarbrough : Marcel De Lange
- 1946 : She-Wolf of London de Jean Yarbrough : Dwight Severn
- 1946 : The Wife of Monte Cristo d'Edgar George Ulmer : Edmond Dantès / Comte de Monte-Cristo
- 1947 : Au carrefour du siècle (The Begining or the End) de Norman Taurog : Dr O. E. Frisch
- 1948 : Assigned to Danger d'Oscar Boetticher : Louie Volkes
- 1956 : L'Espion de la dernière chance (Spion für Deutschland) de Werner Klingler : Griffins
- 1961 : Au bout de la nuit (Something Wild) de Jack Garfein : Le propriétaire
- 1962 : La Vie privée d'Hitler (Hitler) de Stuart Heisler : Joseph Goebbels
- 1964 : 36 Heures avant le débarquement (36 Hours) de George Seaton : Kraatz
- 1965 : Morituri de Bernhard Wicki : Wilke
- 1966 : Le Mur des espions (Agent for H.A.R.M.) de Gerd Oswald : Basil Malko
- 1970 : Ya, ya, mon général ! (Which Way to the Front?) de Jerry Lewis : Capitaine Schmidt
- 1980 : Détective comme Bogart (The Man with Bogart's Face) de Robert Day : Horst Borsht

### Séries télévisées
- 1954 : The Motorola Television Hour
  - Saison unique, épisode 6 The Last Days of Hitler : Joseph Goebbels
- 1963 : L'Homme à la carabine (The Rifleman)
  - Saison 5, épisode 26 Old Tony de Joseph H. Lewis : Joe Stanic
- 1964 : Voyage au fond des mers (Voyage to the Bottom of the Sea)
  - Saison 1, épisode 3 Les Maîtres de la peur (The Fear-Makers) : Le directeur
- 1965 : Au-delà du réel (The Outer Limits)
  - Saison 2, épisode 15 Le Cerveau du colonel (The Brain of Colonel Barham) de Charles F. Haas : Dr Leo Hausner
- 1965 : L'Homme à la Rolls (Burke's Law), première série
  - Saison 3, épisode 4 Password to Death de Seymour Robbie : Basalon
- 1965 : Max la Menace (Get Smart)
  - Saison 1, épisode 3 Week-end ensanglanté (Weekend Vampire) de Bruce Bilson : Dr Drago
- 1966-1967 : Annie, agent très spécial (The Girl from U.N.C.L.E.)
  - Saison unique, épisode 6 Toros et Christeras (The Horns of the Dilemma Affair, 1966 - Dr Boorman) de John Brahm et épisode 19 La Poupée bulgare (The Drublegratz Affair, 1967 - Otto) de Mitchell Leisen
- 1966-1967 : Sur la piste du crime (The F.B.I.)
  - Saison 2, épisode 13 List for a Firing Squad (1966) de Jesse Hibbs : Janos Dobrenko
  - Saison 3, épisode 10 Blueprint for Betrayal (1967) de William Hale : Paul Bohler
- 1967 : Des agents très spéciaux (The Man from U.N.C.L.E.)
  - Saison 3 épisode 18 L'Invention du professeur Nillson (The Deadly Smorgasbord Affair - Dr Pederson) de Barry Shear et épisode 30 Un sosie dangereux (The Cap and Gown Affair - Dr Silas Neary) de George Waggner
  - Saison 4, épisode 2 L'École du crime (The Test-Tube Killer Affair) : le portier de l'hôtel
- 1967 : Batman
  - Saison 2, épisode 45 L'Anniversaire de Batman (Batman's Aniversary) de James B. Clark et épisode 46 L'Intrigue infernale (A Riddling Controversy) de James B. Clark : Professeur Charm
- 1968 : Commando Garrison (Garrison's Gorillas)
  - Saison unique, épisode 26 Time Bomb : le général allemand
- 1968-1969 : Les Mystères de l'Ouest (The Wild Wild West)
  - Saison 4, épisode 1 La Nuit du kinétoscope (The Night of the Big Blackmail, 1968 - Comte Hackmar) et épisode 20 La Nuit de la diva (The Night of the Diva, 1969 - Igor)
- 1968-1969 : Opération vol (It Takes a Thief)
  - Saison 2, épisode 2 Faites chanter Caruso (A Sour Note, 1968 - Schroeder) de Don Weis et épisode 4 Quelle chaleur ! (The Thingamabob Heist, 1968 - 2e agent) de Jack Arnold
  - Saison 3, épisode 11 Un mur en or (The Second Time Around, 1969) de Gerd Oswald : Zeitman
- 1969 : Mission impossible (Mission : Impossible)
  - Saison 3, épisode 19 Le Bunker, 1re partie (The Bunker, Part I) de John Llewellyn Moxey : le général allemand
- 1970 : Papa Schultz ou Stalag 13 (Hogan's Heroes)
  - Saison 6, épisode 6 La Gestapo envahit le Stalag 13 (The Gestapo Takeover) : général Mueller
- 1973 : Banacek
  - Saison 2, épisode 3 Le Cas rosse du carrosse (The Three Million Dollar Piracy) d'Andrew V. McLaglen : Bruno Altrahidy

## Théâtre (sélection)
- 1934 : Les Frères Karamazov (Brothers Karamazov), adaptation du roman éponyme de Fiodor Dostoïevski (à Pasadena)
- 1939 : Le Marchand de Venise (The Merchant of Venice) de William Shakespeare : Lancelot Gobbo (à Brooklyn)
- 1948-1950 : La Folle de Chaillot (The Madwoman of Chaillot) de Jean Giraudoux, adaptation de Maurice Valency (en) : le sourd-muet (à Broadway)